# Bolebroke Castle

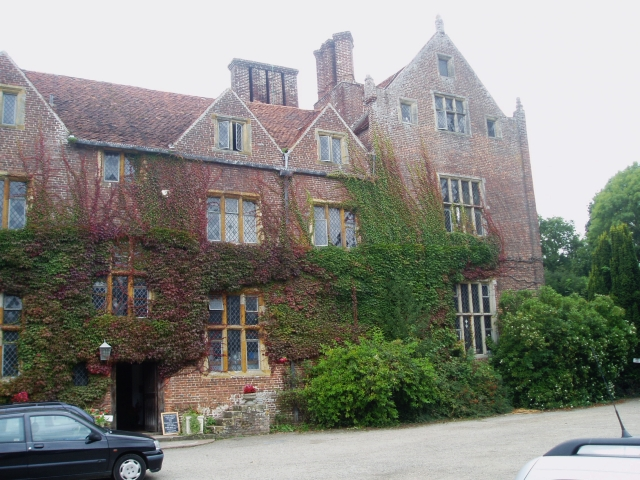
Bolebroke Castle

Bolebroke Castle ist ein Jagdschloss nördlich des Dorfes Hartfield in der englischen Verwaltungseinheit East Sussex. English Heritage hat das Schloss aus dem 15. Jahrhundert als historisches Gebäude II*. Grades gelistet.
Bolebroke Castle wurde um 1480 errichtet und soll damit das erste aus Mauerziegeln errichtete Gebäude in Sussex sein. König Heinrich VIII. soll sich hier aufgehalten haben, wenn er im nahegelegenen Ashdown Forest Wildschweine oder Rehe gejagt hat. Das Schloss liegt etwa 8 km von Hever Castle entfernt. Von hier aus machte König Heinrich Anne Boleyn den Hof.
Das Haus diente 2008 als Kulisse für den Film Die Schwester der Königin.
Auf dem Anwesen gab es bis 2012 die Schmalspurbahn Bolebroke Castle Miniature Railway.